# Лускунчик і Мишачий король
«Лускунчик і Мишачий король» (нім. Nußknacker und Mausekönig— повість-казка Ернста Теодора Амадея Гофмана, опублікована в збірці «Казки» (Берлін, 1816) і включена до книги «Серапіонові брати» («Serapionsbrüder», 1819). Твір був написаний під впливом спілкування автора з дітьми його товариша Юліуса Гітциґа; їхні імена — Фріц і Марі — отримали головні герої «Лускунчика». За мотивами казки був створений балет Петра Чайковського в двох актах на лібрето Маріуса Петіпи. Твір був неодноразово екранізований і став основою для мультиплікаційних фільмів.

## Сюжет

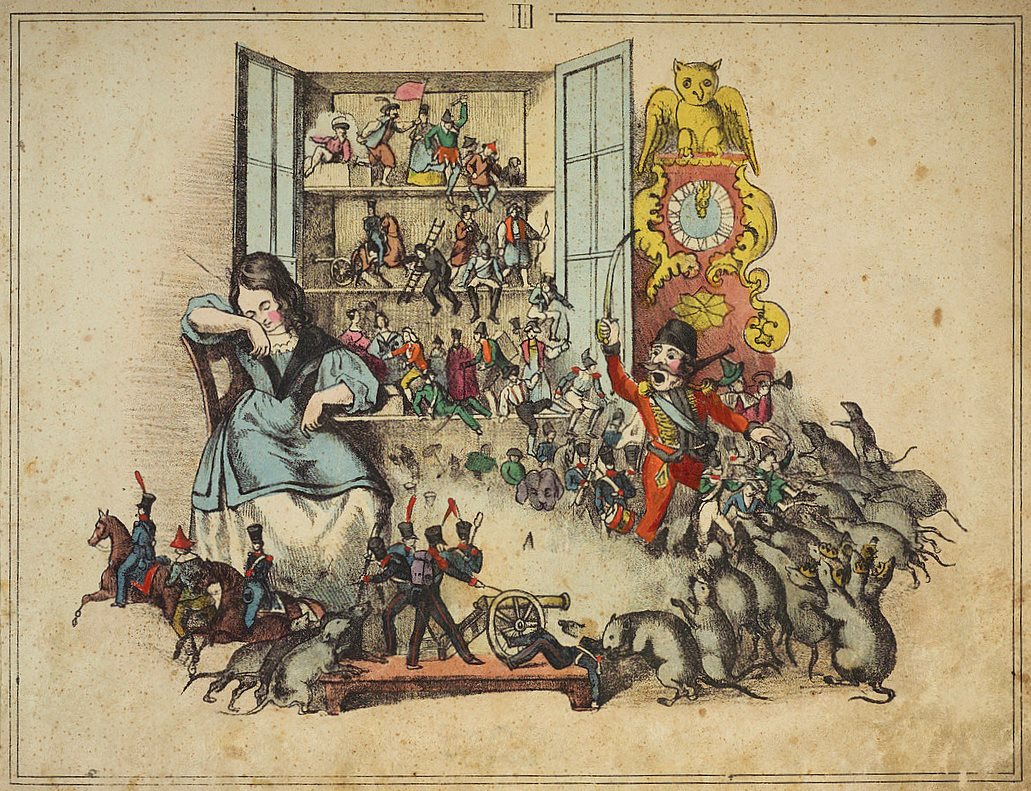
Петер Карл Ґайслер. Ілюстрація до казки «Лускунчик». 1840

У різдвяний вечір Фріц і Марі — діти радника медицини Штальбаума — отримують від батьків безліч подарунків: ляльок, дерев'яного коня, іграшкових гусар, крихітний посуд, книжки з картинками. Хрещений Дроссельмеєр підносить їм мініатюрний замок з золотими вежами, по залах якого пересуваються дами і кавалери. Трохи пізніше відбувається знайомство дітей зі ще однією іграшкою — маленьким потворним чоловічком на ім'я Лускунчик, який вміє розгризати тверді горіхи.
Перед сном Марі затримується біля шафи, в яку на ніч були прибрані подарунки, і виявляється свідком битви. Її ведуть семиголовий Мишачий король, що вибрався з-під підлоги зі своїм військом, і армія ожилих ляльок, очолювана Лускунчиком. Дівчинка прагне захистити маленького чоловічка, проте відчуває біль в руці і падає на підлогу. Прокинувшись у своєму ліжку, вона намагається розповісти матері і лікарю про нічний бій, але ті вважають її розповідь відгомонами колишньої гарячки. Хрещений, що відвідав Марі, приносить відремонтованого Лускунчика і розповідає, що колись той був нюрнберзьким племінником Дроссельмеєра, юнаком добрим і благородним. На крихітного виродка він перетворився з волі королеви Мишільди. Лускунчик може повернути колишній вигляд, але для цього потрібно, щоб він переміг Мишачого короля, а його самого полюбила Прекрасна Дама.
Нею стає Марі, яка, отримавши від Лускунчика трофеї поваленого Мишачого короля і здійснивши з маленьким чоловічком подорож до чарівної країни, закохується в непоказного героя. Батьки не вірять її спогадами про пригоди і просять забути цю неймовірну історію, проте дівчинка постійно думає про Лускунчика. У фіналі казки в будинку Штальбаум з'являється молода людина — племінник Дроссельмеєра, який зізнається, що «перестав бути жалюгідним Лускунчиком». Марі стає його нареченою, і на їхньому весіллі танцюють двадцять дві тисячі нарядних ляльок  .

## Історія створення, публікації

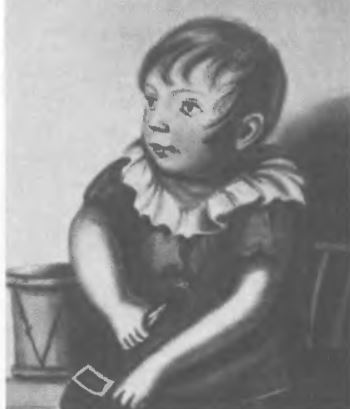
Фріц Гітциґ. Малюнок Е. Т. А. Гофмана

За даними дослідників, задум «Лускунчика» зародився у Гофмана в ту пору, коли він вигадував і розповідав казки дітям свого товариша (а згодом — біографа) Юліуса Гітциґа — Фріцу і Марі. Пізніше, записуючи твір, письменник переніс в нього імена і риси характеру юних слухачів казки. Безпосередня робота над історією про Лускунчика здійснювалася в період з 29 жовтня по 16 листопада 1816 року. Потім рукопис був переданий видавцеві Георгу Раймеру. Повість була опублікована в 1-му томі "Дитячих казок Карла-Вільгельма Саліче-Контесси, Фрідріха де ла Мотт Фуке й Е. Т. А. Гофмана, що вийшов у Берліні напередодні Різдва. Відомо, що 16 грудня того ж року Гофман уже тримав у руках щойно отримані з друкарні чотири примірники книги, яка вважається першою збіркою дитячих романтичних казок у Німеччині. Три роки по тому історія про Лускунчика і Мишачого короля була надрукована в збірці «Серапіонові брати».
Як зазначав автор робіт про німецьких романтиків Рюдігер Сафранський, казку про Лускунчика і Мишачого короля з інтересом зустріли не тільки колеги Гофмана, а й прусський воєначальник Август Ґнайзенау, якого вразили батальні сцени за участю мишачого війська й армії ляльок. Ґнайзенау, зокрема, визнав в одному з листів, що автор повісті «дуже добре зобразив грандіозну битву, переконливо зумовивши поразку Лускунчика завоюванням батареї, невдало розташованої біля матінчиного ослінчика для ніг».

## Художні особливості

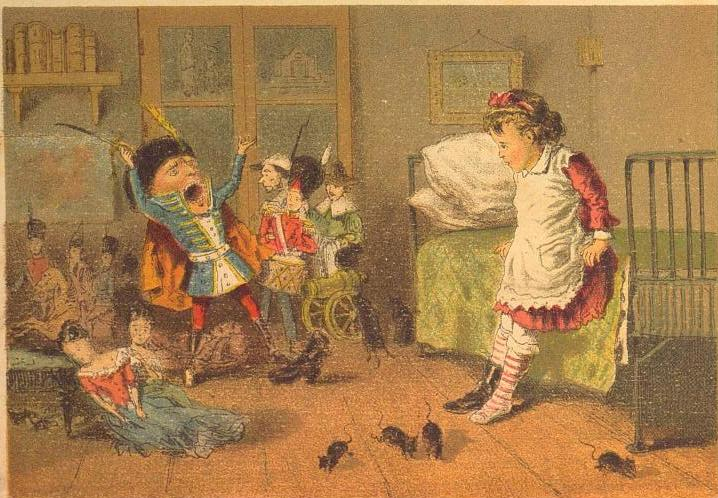
В. Є. Маковський. Ілюстрація до казки «Лускунчик». 1882

Твір складається з обрамлювальної дії (вони відбуваються виключно в будинку Штальбаумів) і внутрішньої казки — в неї включені розказана хрещеним історія про перетворення племінника Дроссельмеєра на Лускунчика, а також оповідь про його подальші пригоди, учасницею яких стає юна Марі. Події, що відбуваються в обрамювальній дії і внутрішній казці, час від часу переплітаються: люди перетворюються на ляльок, іграшки набувають людської подоби, два світи — фантазії і реальності — зближуються і комбінуються .
Головна героїня, занурена в дивовижні події, має здатність невимушено спілкуватися з чудесним; при цьому вона аж ніяк не наївна: як і її брат Фріц, дівчинка є цілком освіченою дитиною, яка знає, наприклад, що різдвяні подарунки принесені в будинок не «улюбленим святим Христом», а батьками і хрещеним. Часом Марі сама помічає, наскільки велика невідповідність між реальністю і її мріями: «Ах, яка я дурна дівчинка, ну чого я налякалася і навіть подумала, ніби дерев'яна лялечка може корчити гримаси!». Однак, залишившись наодинці, героїня знову занурюється в той світ, де звучать пісні феї і чується шелест лимонадних струменів у Марципановому гаю. Окремої уваги дослідників удостоївся хрещений дітей — старший радник Дроссельмеєр. Цю людину зі зморшкуватим обличчям і чорним пластиром замість правого ока важко назвати красенем, але Фріц і Марі ставляться до нього з великою теплотою. Не виключено, що хрещеному — диваку і мастаку — Гофман «передав» деякі власні риси. Подарунок, який він приносить Фріцу і Марі на Різдво, несе в собі особливий сенс: Дроссельмеєр майструє для них казковий замок з рухомими фігурками. Спочатку діти щиро радіють новій іграшці, але незабаром монотонне переміщення дам і кавалерів заданим маршрутом починає їх втомлювати. Фріц і Марі просять хрещеного дати мешканцям замку більше свободи, але творець іграшки відповідає, що «механізм зроблений раз і назавжди, його не переробиш». У цьому епізоді звучить актуальний для Гофмана мотив механізації життя.
|   | Живому сприйняттю дитини — а воно схоже на сприйняття поета, художника — світ відкритий у всіх своїх різноманітних можливостях, в той час як для «серйозних», дорослих людей він «зроблений раз і назавжди» і вони, за висловом маленького Фріца, «замкнені в будинку»… Романтику Гофману реальне життя видається тюрмою, в'язницею, звідки є вихід тільки в поезію, в музику, в казку |
| — | |

## Адаптації

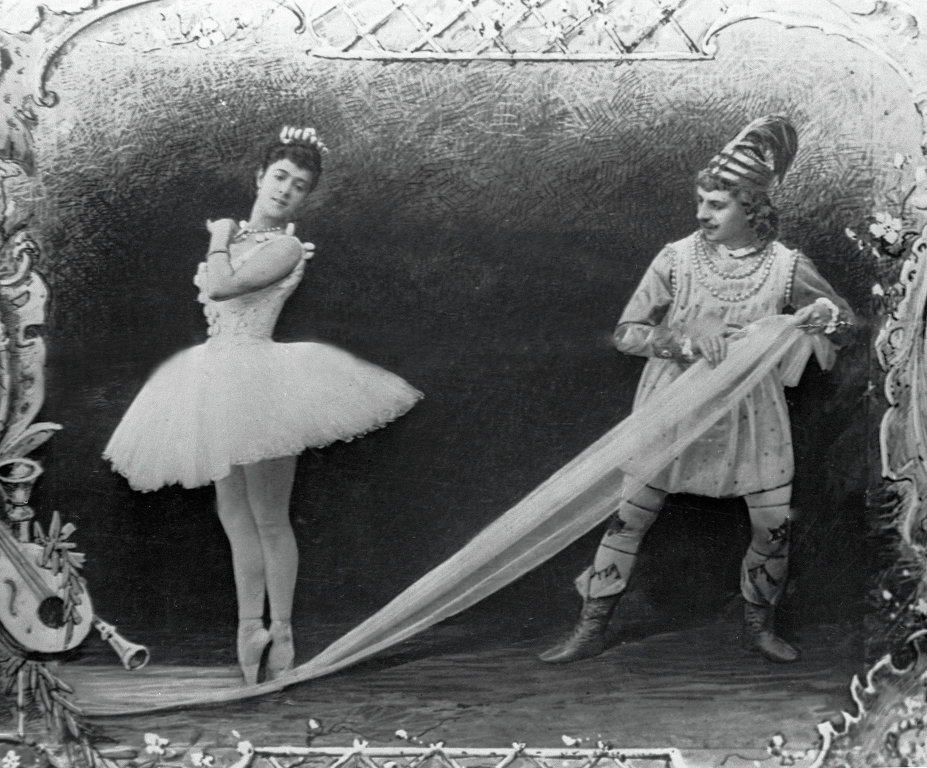
Прем'єра «Лускунчика» в Маріїнському театрі. 1892

У 1892 році глядачам був представлений балет Петра Ілліча Чайковського «Лускунчик», лібрето до якого створив Маріус Петіпа за мотивами твору Гофмана і більш пізнього перекладення казки, зробленого Олександром Дюма-батьком . Примітно, що спочатку балет мав містити революційні мотиви. Але через те, що постановка планувалася для Імператорських театрів, ідею було вирішено облишити. Чайковський працював над «Лускунчиком» як над поемою про любов, юність і перемозі добрих сил, в якій основна тема була втілена в абстрактній, алегоричній формі. Прем'єра відбулася 6 грудня 1892 року в  Маріїнському театрі, роль Лускунчика виконав Сергій Легат. З 1919 року балет увійшов до репертуару  Великого театру, а з 1966-го почався відлік своєрідної традиції: щороку 31 грудня на його сцені йде «Лускунчик».
|   | Казка про Добро і Справедливість знайшла своє вираження в жанрі лірико-характеристичного балету, де класичний танець чергується з характерним танцем і пантомімою, де ще більшу роль відіграє симфонізація, насичення танцювальної музики справді симфонічними й оперними прийомами розвитку музичних образів, а зміст — внутрішнім психологізмом |
| — | |

За мотивами гофманівської казки було також створено низку мультиплікаційних фільмів. Один з них, знятий режисером Борисом Степанцевим, відзначений першою премією на міжнародному кінофестивалі дитячих і юнацьких фільмів в Іспанії (1974). У 2004 році на екрани вийшов мультфільм Тетяни Ільїної, персонажів якого озвучили Євген Миронов (Лускунчик), Георгій Тараторкін (Майстер Дроссельмеєр), Єфим Шифрін (Мишачий король). Крім того, твір Гофмана ліг в основу американського фільму-балету «Лускунчик» і художнього фільму Андрія Кончаловського «Лускунчик і Щурячий Король». У 2018 році вийшов фільм «Лускунчик і чотири королівства» (режисери Лассе Халльстрьом і Джо Джонстон) і мультфільм «Гофманіада» (режисер Станіслав Соколов).

### Екранізації

Постер до фільму «Лускунчик і чотири королівства» (реж. Лассе Гальстрем та Джо Джонстон)

| Рік  | Тип | Назва фільму                                            | Держава      | Режисер          | Мері, або Клара                                                     | Лускунчик      |
| ---- | --- | ------------------------------------------------------- | ------------ | ---------------- | ------------------------------------------------------------------- | -------------- |
| 1967 | п/ф | «Лускунчик і Мишачий король» пол. «Dziadek do orzechów» | Польща (ПНР) | Галина Белінська | Єлизавета Заґубєнь                                                  | не відомо      |
| 1973 | м/ф | «Лускунчик» рос. «Щелкунчик»                            | СРСР         | Борис Степанцев  | (без діалогів)                                                      | (без діалогів) |
| 1979 | м/ф | «Лускунчик» япон. «くるみ割り人形»                      | Японія, США  | Такео Накамура   | Юкарі Уехара                                                        | не відомо      |
| 1986 | п/ф | «Лускунчик» англ. «Nutcracker: The Motion Picture»      | США          | Керрол Беллард   | Ванесса Шарп (юна Клара) Патрісія Баркер (Клара під час сновидіння) | Вейд Волтголл  |